# T-19 경전차
T-19 경전차는 전간기에 개발된 소련의 전차로서 새로 창설된 소련 전차군의 주력이었던 T-18 경전차의 발전형이다. 제1차 세계 대전 당시 프랑스의 르노 FT-17에 기반하여 개발된 전차다. 그러나 이 전차가 생산 준비를 마친 1931년 즈음에 이미 낡은 전차가 되어버려 T-26 경전차의 기반이 된 빅커스 6톤 전차에 밀려 양산이 취소되었다.